# Saint-Mandé
Saint-Mandé är en kommun i departementet Val-de-Marne i regionen Île-de-France i norra Frankrike. Kommunen ligger i kantonen Saint-Mandé som tillhör arrondissementet Nogent-sur-Marne. År 2022 hade Saint-Mandé 21 223 invånare.

## Befolkningsutveckling
Antalet invånare i kommunen Saint-Mandé
| Referens: INSEE |